# Cour suprême de l'Australie-Occidentale
Vous pouvez aider à l'améliorer ou bien discuter des problèmes sur sa page de discussion.
- La traduction doit être revue. Le contenu est difficilement compréhensible à cause d’erreurs de traduction, peut-être dues à l’utilisation d’un logiciel de traduction automatique. (Marqué depuis avril 2022)
- Il est à actualiser. Certains passages sont obsolètes ou annoncent des événements désormais passés. (Marqué depuis avril 2022)

La Cour suprême de l'Australie-Occidentale (en anglais : Supreme Court of Western Australia) est le plus haut tribunal dans l'État australien de l'Australie-Occidentale. Elle a une juridiction illimitée au sein de cet État pour les affaires civiles, mais, généralement, elle ne reçoit que les matières impliquant des sommes de 750 000 dollars ou plus, ainsi que pour les affaires criminelles les plus sérieuses.

## Structure
La Cour suprême comprend une Division générale et une Cour d'appel.
La Division générale s'occupe des affaires criminelles les plus sérieuses, des affaires civiles où les montants réclamés sont plus de 750 000 dollars, des appels en matière criminelle de la Cour de magistrats de l'Australie-Occidentale et des appels des autres tribunaux tels que le Tribunal administratif de l'État. La Division générale siège au centre de justice David Malcolm pour les procédures civiles et à la cour de district du bâtiment WA ainsi que au bâtiment de la Cour suprême original pour les procédures criminelles.
La Cour d'appel reçoit des appels en matière civile et criminelle des cas de la Division Générale, de la Cour de district et du Tribunal administratif de l'État. Elle siège au bâtiment original de la Cour suprême.
Lorsque cela est requis, les juges de la Cour suprême peuvent également former la Cour d'appel industrielle et siéger en tant que la Cour des déclarations contestées (en).
Le juge en chef de la Cour suprême est l'honorable Wayne Martin qui a été formellement nommé le 4 avril 2006 à la suite d'un long processus de sélection suivant la retraite de David Malcolm le 7 février.

## Histoire
La Cour suprême a été établie en 1861 lorsque la Cour des quarts de séances[Quoi ?] (Court of Quater Sessions) et la Cour civile (Civil Court) ont été amalgamées. Sir Archibald Burt (en) fut le premier juge en chef de la Cour suprême.

## Bâtiment de la Cour suprême
Le bâtiment de la Cour suprême a un statut d'héritage important en Australie-Occidentale. La première pierre a été posée le 2 juin 1902 et le bâtiment a ouvert ses portes le 8 juin 1903. Il s'agit d'un bâtiment de deux étages en briques conçus par John Harry Grainger.

Photographies de la Cour suprême
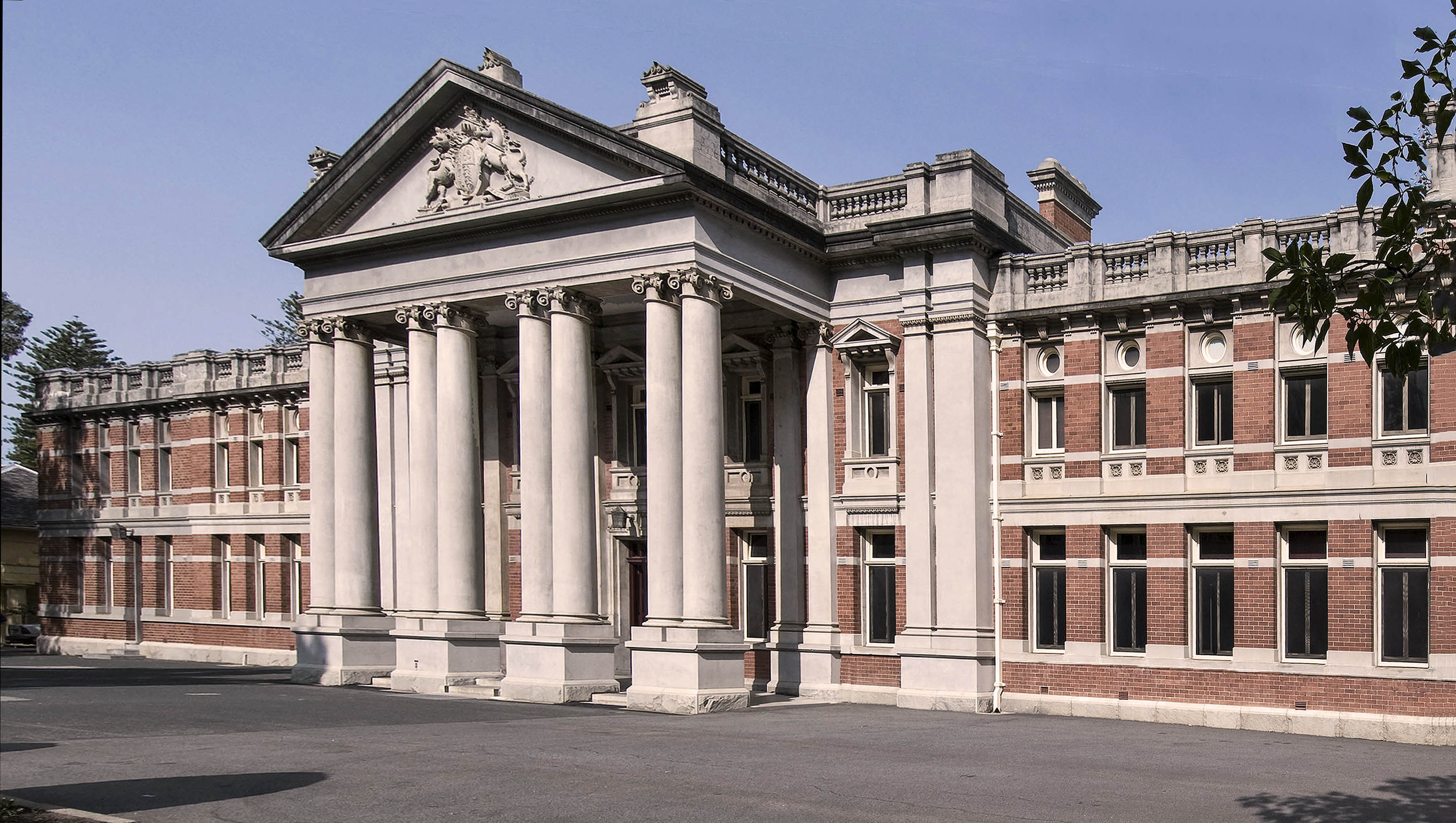
Façade nord
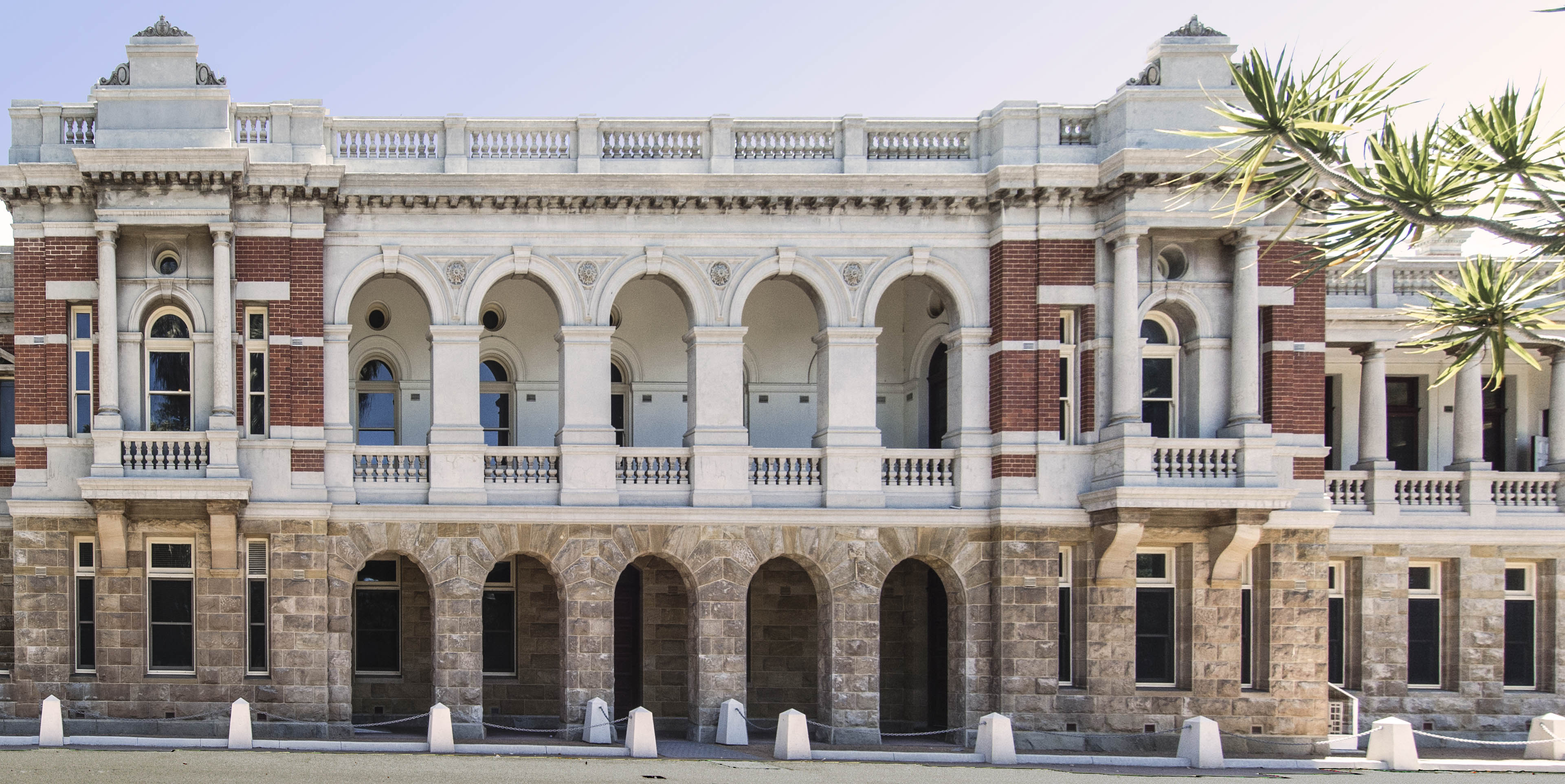
Façade sud
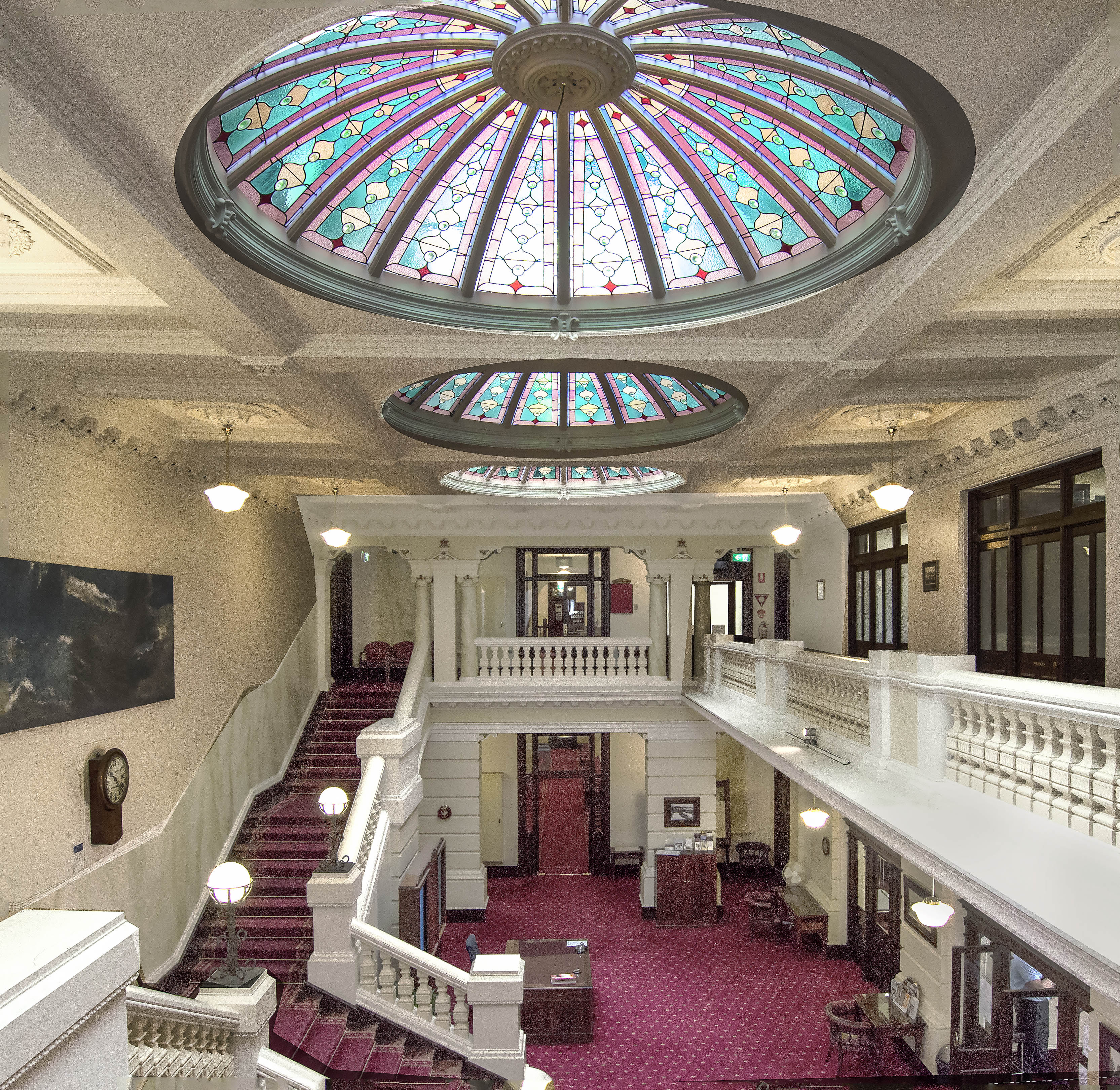
Foyer principal
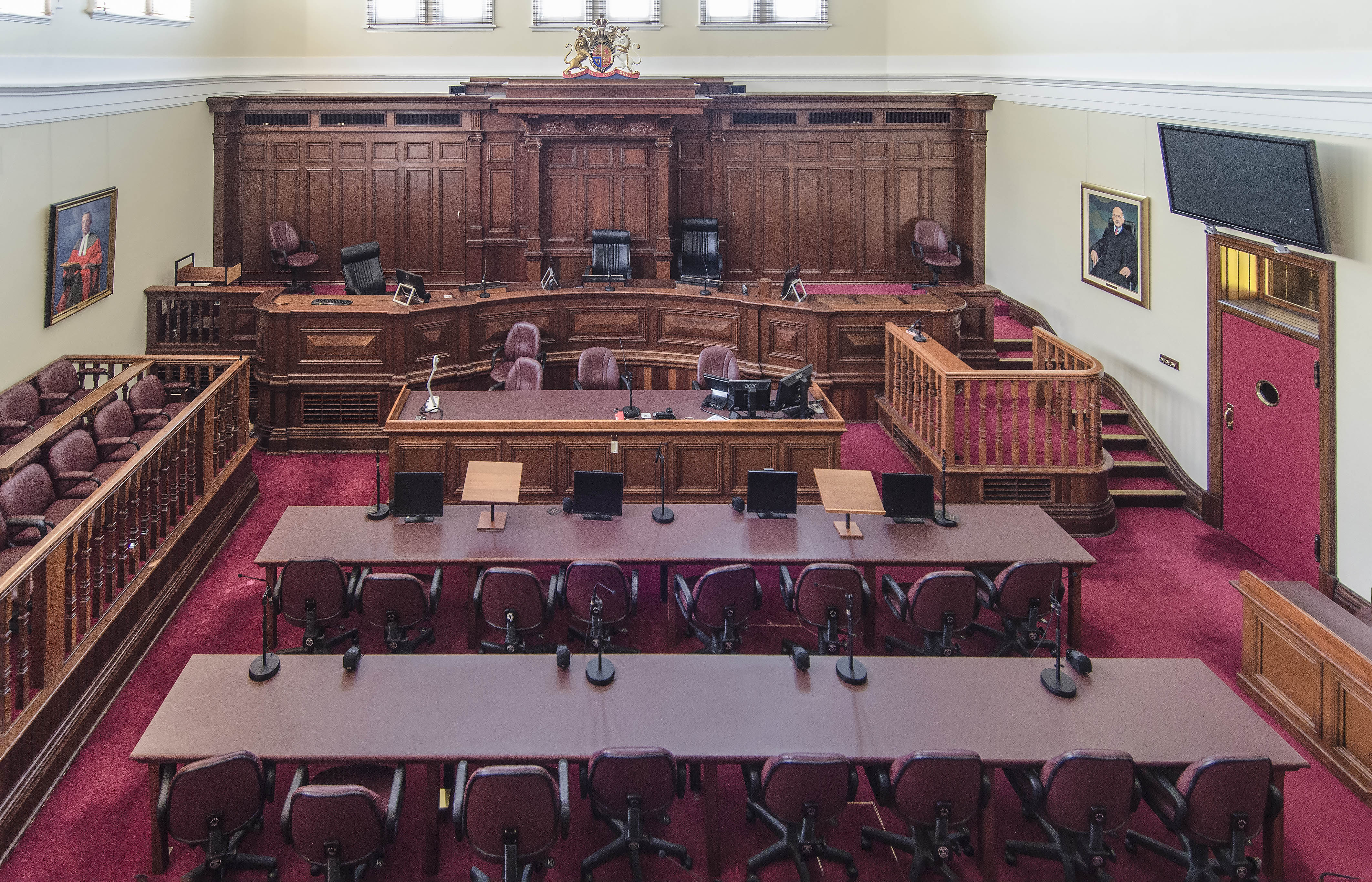
Cour No 1